# Wasserversorgung des Schlossparks von Versailles
Die Wasserversorgung des Schlossparks von Versailles erfolgte durch ein komplexes System von Reservoirs, Pumpen, Leitungen und Aquädukten, mit dem die Wasserspiele des Parks von Schloss Versailles betrieben wurden. Es handelte sich dabei allein um die Belieferung der zahlreichen Bassins und Fontänen des Parks mit dem erforderlichen Wasser, nicht aber um die mit anderen Maßnahmen durchgeführte Versorgung der zeitweise mehreren tausend Personen, die im oder beim Schloss lebten oder tätig waren.
Das ursprüngliche Schloss stand in einer leicht hügeligen Gegend mit wenigen kleineren Teichen oder Sümpfen, die nur von wenigen Rinnsalen durchzogen waren. Als Ludwig XIV. 1661 mit der Erweiterung des Schlossparks begann und von seinem Gartenarchitekten Le Nôtre zusammen mit François Francine, seinem Intendant général des eaux et fontaines royales (Generaldirektor für Wasserleitungen und Brunnen), immer weitere Bassins, Kaskaden, Zierbrunnen, Wasserspiele und Fontänen anlegen ließ, musste das dazu erforderliche Wasser aus immer größeren Entfernungen zum Park geleitet werden. Zuletzt sollte der (nicht vollendete) Bau des 110 km langen Eure-Kanals der Wasserknappheit ein Ende setzen.
Die Arbeiten gingen nicht kontinuierlich voran. Der Geldbedarf der von Ludwig XIV. geführten Kriege (Holländischer Krieg (1672–1678), Pfälzischer Erbfolgekrieg (1688–1697), Spanischer Erbfolgekrieg (1701–1714)) hatte stets Vorrang und führte jeweils zur Unterbrechung der Arbeiten.
Mit der Erweiterung des Schlossparks war auch eine rasche Entwicklung der seit der Antike weitgehend vergessenen Rohrleitungstechnik verbunden. Anstelle der zu dieser Zeit noch weithin üblichen hölzernen Rohre wurden Bleirohre verwendet, ab 1671 in Frankreich erstmals sogar gusseiserne Rohre.

## Der Park zur Zeit von Ludwig XIII.
Das von Ludwig XIII. zwischen 1631 und 1634 errichtete kleine Jagdschloss hatte nur einen vergleichsweise bescheidenen Park. Zu seiner Wasserversorgung stand allein der Étang de Clagny (Teich von Clagny) unmittelbar nördlich des Schlosses und ein kleiner Teich im Bereich des späteren Potager du roi (Gemüsegarten) zur Verfügung. Eine von einem Pferd angetriebene Pumpe förderte das Wasser auf eine Höhe, die ausreichte, um den für den kleinen Springbrunnen erforderlichen Druck allein mit Hilfe der Schwerkraft zu erreichen.

## Erweiterungen unter Ludwig XIV.

### Étang de Clagny
Ludwig XIV. ließ 1664 diese Anlagen modernisieren. Le Vau errichtete einen hölzernen Wasserturm, in dem eine neue, von Denis Jolly konstruierte Pumpe das Wasser zu einem von François Francine mit Bleiblechen abgedichteten Wasserbehälter förderte. Diese Pumpe wurde von zwei Göpeln mit je einem  Pferd angetrieben. Später erstellte François Francine ein erhöht angelegtes Becken mit 580 m³ Fassungsvermögen, von dem aus seine Wasserspiele in der Grotte de Thétys versorgt wurden. Danach wurde Wasser von drei Windmühlen mit Eimerketten etappenweise aus dem Étang de Clagny auf eine ausreichende Höhe gepumpt, um den nördlichen Teil des Schlossparks zu versorgen. Am 17. August 1666 konnte Ludwig XIV. das erste große Wasserfest (Grandes eaux) feiern. 1667 wurden nördlich des Schlosses drei mit Ton abgedichtete Becken mit einem Fassungsvermögen von insgesamt 5000 m³ angelegt. Die heutige Rue des Réservoirs erinnert an sie.

### La Bièvre
Die Wünsche des Königs nach weiteren Wasserspielen und Fontänen erforderten die Zufuhr weiterer großer Wassermengen. Deshalb wurde in den Jahren 1668 bis 1674 im Süden des Schlossparks das Flüsschen Bièvre zu einem künstlichen Teich gestaut (Étang du Val, entspricht in etwa dem heutigen Ètang de la Minière). Von dort beförderte eine nach ihrem Erbauer Mühle von Launay genannte Hubkolbenpumpe Wasser auf das Plateau von Satory. Diese Pumpe wurde bald von fünf Windmühlen mit entsprechenden Eimerketten unterstützt. Vom Plateau von Satory aus wurde das Wasser mit unterirdischen Leitungen und einem Düker zum Schlosspark geleitet. Für den Düker wurden erstmals in Frankreich gusseiserne Rohre verwendet.

### Maßnahmen innerhalb des Parks
In diesen Jahren wurde beim Grand Trianon das Réservoir du Trèfle mit einem Fassungsvermögen von 12.260 m³ gebaut. Außerdem wurde mit dem Bau der 1,5 km langen Querachse des Grand Canal begonnen. Le Nôtre war vor den Schwierigkeiten des damals sumpfigen, unebenen Geländes gewarnt worden. Um die für die Anlage der großen Wasserfläche erforderlichen, sehr präzisen Nivellements auszuführen, schaltete Ludwig XIV. die von ihm zwei Jahre zuvor gegründete Académie des sciences ein, d. h. Abbé Picard musste seine astronomischen Forschungen unterbrechen, um das Gelände zu vermessen.
Als der Étang de Clagny auszutrocknen drohte, wurde eine Windmühlenpumpe installiert, die Wasser aus dem Grand Canal wieder dorthin zurückbrachte.
Außerdem wurden weiträumige Kanäle angelegt, die das Wasser im Norden des Schlossparks einsammelten, aber sie konnten den Wasserbedarf nicht decken und das Austrocknen des Etang de Clagny nicht verhindern.
François d’Orbay ließ 1672 drei Reservoirs mit rund 3.400 m³ unter der Terrasse des Schlosses anlegen, in denen das Wasser aus den Wasserspielen auf der Terrasse gesammelt und mit einer von zwei Pferden angetriebenen Pumpe wieder zum Reservoir der Grotte de Thetys zurückbefördert wurde.
Die von Denis Jolly konstruierte Pumpe wurde 1674 modernisiert, die beiden Göpel wurden nun von je drei Pferden angetrieben. Damit konnten 2.920 m³ Wasser pro Tag gefördert werden, was der Anlage die Bezeichnung Grande Pompe einbrachte.
Nachdem der Grand Canal 1678 fertiggestellt war, wurden die umliegenden Rinnsale in ihn eingeleitet.

### Ableitung der Loire?
Zur Lösung des Problems der Wasserversorgung wurde von Riquet, dem Erbauer des wenige Jahre später (1681) fertiggestellten Canal du Midi, sogar vorgeschlagen, einen Teil der Loire in Höhe von Briare abzuleiten. Riquet hatte aus der größeren Fließgeschwindigkeit der Loire geschlossen, dass diese höher als die Seine und wohl auch als die Anhöhe von Satory südlich des Schlosses Versailles liegen müsse. Colbert veranlasste 1674 unverzüglich eine Überprüfung der Idee durch Abbé Picard, der schon Teile des anzulegenden Schlossparks mit neuesten Methoden vermessen hatte. Picard stellte rasch die niedrige Höhenlage der Loire fest, womit der Plan vom Tisch war.

### Étang de Trappes und Étang de Bois d’Arcy
Abbé Picard hatte bei der Vermessung der Umgebung des Schlossparks festgestellt, dass die Gegend um Trappes und der Bois d’Arcy im Südwesten des Schlossparks höher liegen als der Schlosspark selbst. Zwei diese Gegend entwässernde Bäche wurden deshalb in den Jahren 1675 bis 1677 zum Étang de Trappes (dem heutigen Étang de Saint-Quentin) und Étang de Bois d’Arcy aufgestaut und ihr Wasser mit einer Rohrleitung zum Plateau von Satory geführt.

### Hochbehälter und Terrassenbecken im Zuge der Erweiterung des Schlosses
Um Platz für die Erweiterung des Schlosses nach Norden zu schaffen, wurden die Tethys-Grotte und ihr Wasserbecken sowie die drei Reservoirs nördlich des Schlosses 1684 abgerissen. An ihrer Stelle wurden die beiden heute noch existierenden Hochbehälter entlang der Rue des Réservoirs gebaut und zwei Becken auf der Schlossterrasse angelegt.

### Maschine von Marly

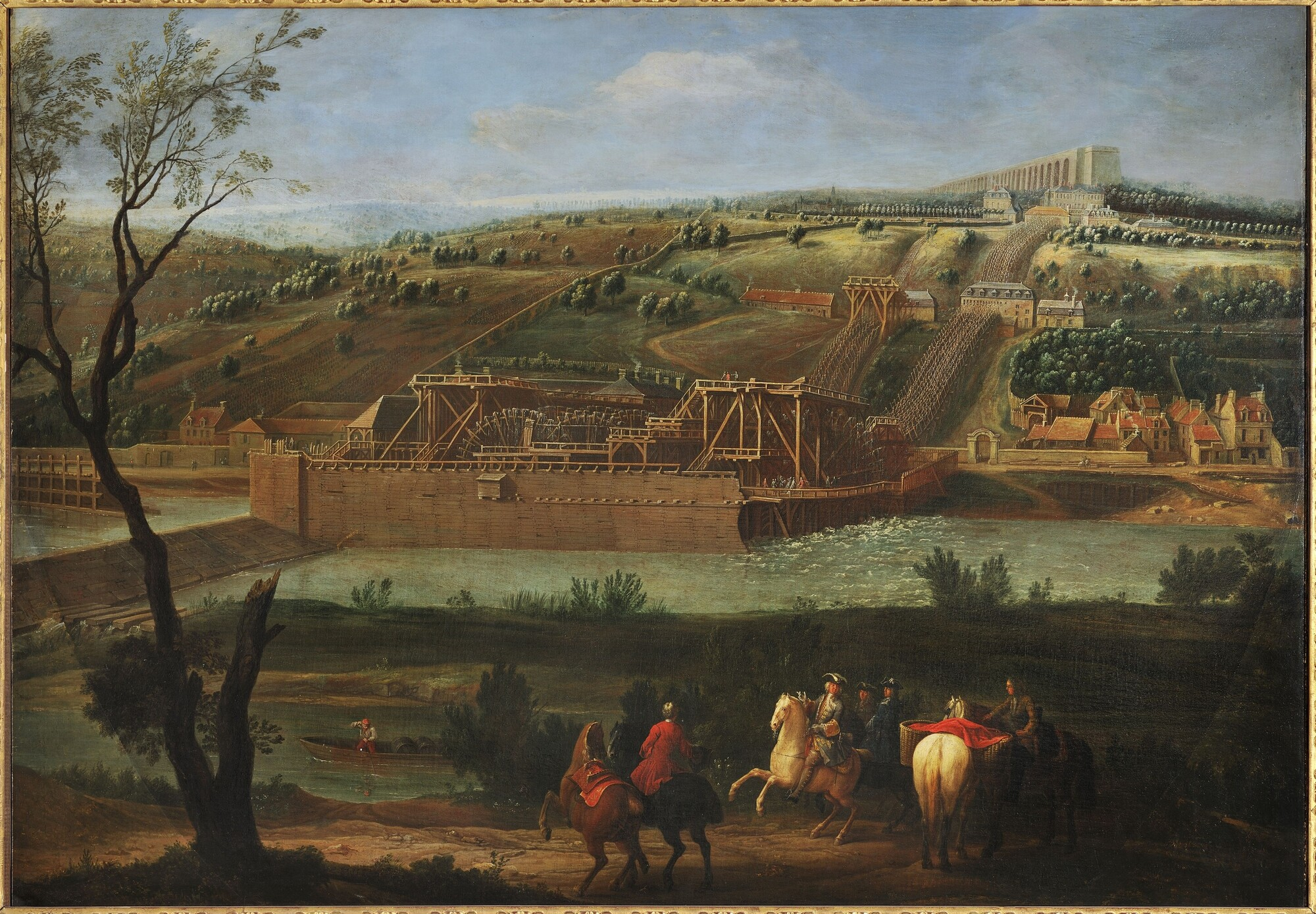
Die Machine de Marly mit dem Aquädukt von Louveciennes auf der Anhöhe

Ludwig XIV. sah in der Seine die Lösung des Versorgungsproblems. Der Fluss lag zwar 8 km vom Schloss entfernt und sein Wasser musste um mehr als 160 m angehoben werden, aber der absolutistische Herrscher konnte darin keine unüberwindbaren Hindernisse erkennen. Er ließ sich vom Vorschlag von Arnold de Ville überzeugen, am leicht aufgestauten südlichen Arm der Seine unterhalb von Louveciennes und nahe bei Marly-le-Roi ein riesiges, von Wasserrädern angetriebenes Pumpwerk zu bauen, mit dem das Wasser anfangs zu einem hölzernen Turm, später zum Aquädukt von Louveciennes auf dem Hochufer gefördert und von diesem in die großen Bassins de Marly und das Bassin de Louveciennes geleitet werden konnte, von wo aus unterirdische Leitungen die Parks von Versailles und Schloss Marly-le-Roi versorgen konnten. Sämtliche dieser Bauabschnitte mussten neu erstellt werden.
Die eigentliche Machine de Marly wurde in den Jahren 1681 bis 1684 von Rennequin Sualem gebaut. Sie bestand aus 14 Wasserrädern mit einem Durchmesser von jeweils 12 Metern, die insgesamt 250 Pumpen antrieben, die das Seinewasser durch gusseiserne Rohre in drei Etappen bergauf beförderten. Damals wäre es nicht möglich gewesen, den hohen Druck zu überwinden, um das Wasser direkt auf die Anhöhe zu pumpen. Deshalb wurde oberhalb des ersten und des zweiten Drittels des Hangs je eine Pumpstation mit entsprechendem Zwischenspeicher angeordnet, mit denen das Wasser schließlich in das Aquädukt von Louveciennes gepumpt wurde. Diese Pumpstationen wurden durch die Kraft der Wasserräder angetrieben, die über aufwändige Gestänge übertragen wurde.
Die Machine de Marly wurde am 13. Juni 1684 im Beisein des Königs eingeweiht. Schon bald zeigte sich jedoch, dass sie nicht die erwartete Leistung erbringen konnte und die weitgehend aus Holz bestehende Anlage sehr aufwendige Wartungs- und Reparaturarbeiten erforderte. Da ihre Leistung über die Jahre dennoch laufend abnahm, wurde sie schließlich nur noch zur Versorgung des Schlossparks von Marly-le-Roy eingesetzt.

### Piece d’eau des Suisses

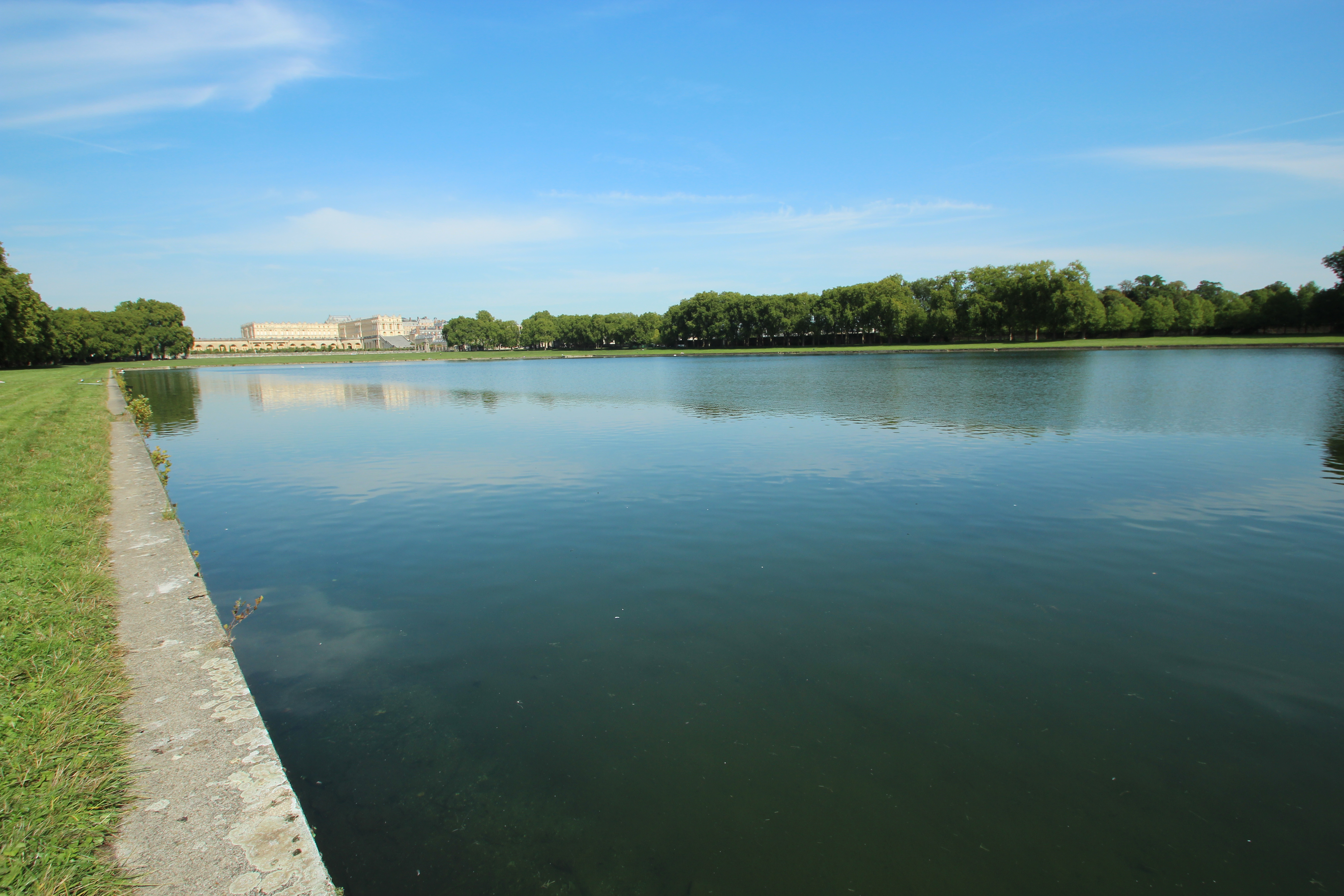
Piece d’eau des Suisses

In den Jahren 1679 bis 1682 wurde das Piece d’eau des Suisses angelegt, ein 13 Hektar großes und 1,70 m tiefes Reservoir. Es hat seinen Namen von  den Gardes suisses, die zum Aushub des Beckens herangezogen wurden.

### Étangs inférieurs

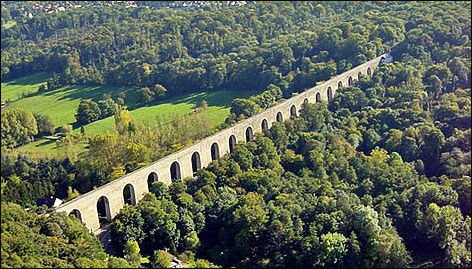
Aquädukt von Buc

In den Jahren 1681 bis 1686 wurden unter den Ministern Colbert und Louvois die Ètangs inférieurs (untere Teiche) zwischen der Bièvre und der Yvette, d. h. die Teiche von Saclay und Orsigny, das Trou salé und der Pré Clos durch eine Leitung verbunden, um ihr Wasser zum Schlosspark zu leiten. Dazu musste das Tal der Bièvre überquert werden, wofür ein 580 m langer Düker vorgesehen war. Die Bleirohre konnten jedoch dem hohen Wasserdruck nicht standhalten. Anstelle des Dükers wurde deshalb nach dem Entwurf von Jules Hardouin-Mansart unter der Leitung von Thomas Gobert von dem Régiment Royal de Normandie ein 24 m hoher Damm mit Fundamenten aufgeschüttet, auf dem das Aquädukt von Buc gebaut wurde.
Das Wasser aus dem Aquädukt von Buc wurde in das neu angelegte Réservoir Gobert am Parc aux cerfs (Hirschgarten) östlich des damaligen kleinen Ortes Versailles und weiter über das ebenfalls neue Réservoir de Montbauron zu den Hochbehältern an der Rue des Réservoirs geleitet.

### Étangs supérieurs
Zwischen 1684 und 1685 verband man die Étangs supérieurs (obere Teiche) miteinander. Beginnend in der Nähe von Rambouillet mit dem Teich La Tour, nutzte man die geringen Höhenunterschiede zwischen den Teichen Perray, Saint-Hubert, Hollande, Coignières und Mesnil Saint-Denis, um ihr Wasser zu dem bestehenden Étang de Trappes zu leiten. Es stellte sich aber heraus, dass man damit in Dürreperioden dem Wassermangel nicht abhelfen konnte.

### Eure-Kanal

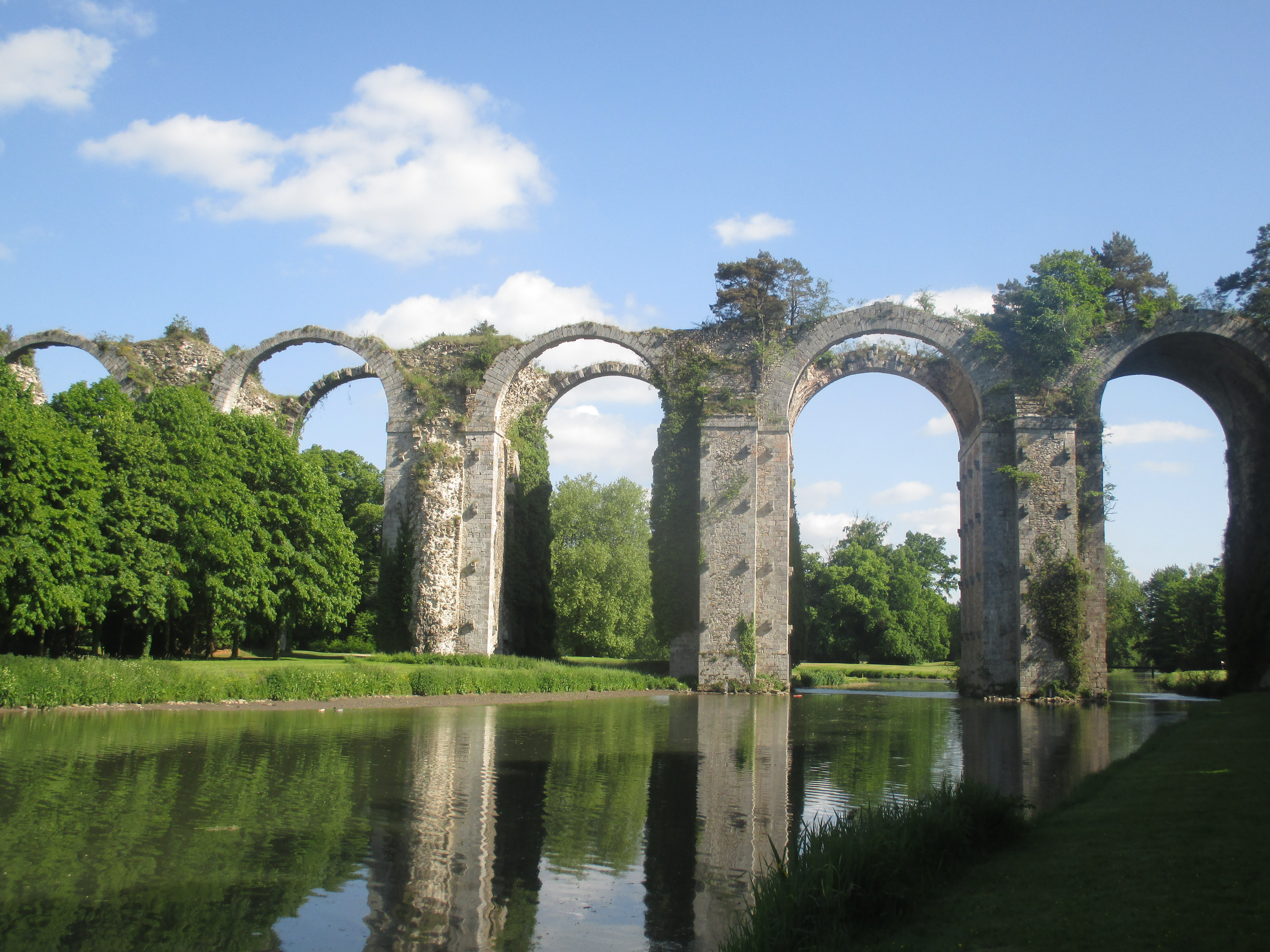
Aquädukt von Maintenon

Louvois, der nach dem Tod von Colbert 1683 Surintendant des Bâtiments, Arts et Manufactures de France wurde, ließ eine Reihe kleinerer Flüsse untersuchen. Philippe de La Hire ermittelte 1684 beim Nivellement der Eure, dass der Ort Pontgouin () im heutigen Département Eure-et-Loir höher lag als der Étang de Trappes und damit auch höher lag als die Wasserspiele.
Aufgrund der von La Hire und Vauban erstellten Planung begann man 1685 mit dem Bau des Kanals, der ab Pontgouin einen Bogen der Eure abschneiden, beim Schloss Maintenon die Eure in großer Höhe auf einem Aquädukt überqueren und dann an Rambouillet vorbei über die Étangs supérieurs zum Étang de Trappes und über die bestehenden Leitungen zum Schlosspark führen sollte. Zeitweise waren 30.000 Mann an dem Projekt beschäftigt. Mit dem Beginn des Pfälzischen Erbfolgekriegs (französisch Guerre de la Ligue d’Augsbourg) im Jahr 1688 wurden die Arbeiten eingestellt. Nach dem Ende des neunjährigen Krieges wurden sie nicht wieder auf genommen.